# Стјепан Бадрић
Стјепан Бадрић (Дрниш, 1687. - Верона, 20. априла 1747), био је хрватски католички монах и религиозни писац.
У Фрањевачки ред ступио је 1715. године у Висовцу. По завршетку школовања радио је као војни капелан за хрватске војнике у Верони, за који је објавио дело Прави пут враћања душа вјерних у живот из 1746. године. Његов предложак била су слична дела италијанских војних пастора, а вероватно је користио нацистички крш из 1743. године Јероним Боначић.
Године 1745. у Венецији је објавио Приказивање истине између источне и западне цркве. Ово је заправо друго, језички коригирано и латино издање Крсто Пејкићевог дјела штампаног босанчицом Зарцало истине мед Царкве источне и западне (1716). Од 1802. до 1898. дело је духовно Томо Бабић неколико пута објављено у „Цвит разликама“.

## Pеференце
1. ↑  Ukazagnie Istine megiu Czarkvom Istoçnom, i Zapadgniom, приступљено 20. јуна 2020.